# Le Chapeau (film, 1999)
Pour le film de Roger Gnoan Mbala, voir Le Chapeau.
Le Chapeau est un film court métrage d'animation réalisé en 1999 par Michèle Cournoyer. Ce film marque un tournant dans l’Œuvre de la réalisatrice du fait de l’usage exclusif du dessin à l’encre noire après l’emploi antérieur de la rotoscopie. Ce film a reçu de nombreux prix canadiens et internationaux.

## Synopsis
Le temps de sa performance, une danseuse nue se remémore et revit les violences sexuelles qu’elle a subies pendant son enfance. Comme dans ses réalisations précédentes, le film repose largement sur l’emploi de métamorphoses qui suivent les mouvements de la pensée du personnage. Le film est seulement accompagné d’une bande son particulièrement évocatrice par le mélange de la musique du numéro de danse avec de riches bruitages.

## Autour de ce film
À l'origine, le film devait faire partie de la Collection « Droits au cœur », une série de films sur les droits de l’enfants commandée dans la foulée de la Déclaration des droits de l’enfant. Ayant appris que près de 75 % des danseuses nues avaient été victimes d’inceste, la cinéaste décide d’en faire le sujet de son film. Ayant pris contact avec une danseuse, elle commence par la filmer en vue de réaliser le film en rotoscopie numérique. Finalement, elle renonce à ce procédé et opte finalement pour le seul dessin à l’encre sur papier, sans esquisse préparatoire, sur le conseil de Pierre Hébert qui est alors son producteur.

## Fiche technique[3]
- Titre français : Le Chapeau
- Titre anglais : The Hat
- Réalisation et scénarisation : Michèle Cournoyer
- Caméra animation : Pierre Landry
- Montage : Fernand Bélanger
- Musique : Jean Derome
- Son : Fernand Bélanger et Jean Derome
- Montage son : Esther Auger
- Producteur : Office national du film du Canada (Thérèse Descary, Pierre Hébert)
- Durée : 6 min 10 s.
- Noir et blanc
- Distribution : Office national du film du Canada

## Réception critique
Dans un recueil dédié au son au cinéma, Marcel Jean parle d’une « trame musicale exemplaire » à propos du film Le Chapeau. Saluant la musique signée Jean Derome, le bruitage par Monique Vézina et la conception sonore de Jean Derome et Fernand Bélanger, il explique à quel point le spectateur se trouve plongé dans une trame continue.
[...] la musique s’applique à traduire la complexité du paysage intérieur du personnage et à faire comprendre les diverses facettes de son histoire sans jamais oublier le présent, c’est-à-dire la réalité du bar et du spectacle. Ainsi, on entend des sons liés à l’enfance (sons de rires et de jeux), un air de boîte à musique indiquant que la fillette était une ballerine, un air qui se voudrait rassurant mais qui sonne comme une menace lorsqu’il est fredonné par l’homme au chapeau parce qu’il est un appel au silence.

## Récompenses
- Meilleur film d'animation, 3e soirée des prix Jutra
- Prix AQCC-Téléfilm Canada - meilleur documentaire de court ou moyen métrage, Les Rendez-vous du cinéma québécois
- Prix spécial du Jury, Ottawa International Animation Festival
- Prix John Spotton Award, Toronto International Film Festival
- Mention spéciale Prix FIPRESCI, Festival international du film d'animation d'Annecy
- Sélectionné pour la Semaine internationale de la critique de Cannes